# Rudy Van Gelder
Rudy Van Gelder (født 2. november 1924, død 25. august 2016) var lydtekniker og producer og arbejdede mest med jazzmusik, bl.a. for pladeselskaberne Impulse!, Prestige og Blue Note.

## Ekstern henvisning
- Rudy Van Gelder